# Lista de bairros de Cascavel (Paraná)
Esta é uma lista de bairros de Cascavel, estado do Paraná. O município possui cerca de 31 bairros e 259 loteamentos, de acordo com a Lei Federal 6.766/79:
| Bairro                 | Loteamentos | Área km² |
| ---------------------- | --- | -------- |
| Centro                 | Centro | 6,23     |
| Cancelli               | Cancelli | 3,22     |
| Country                | Country | 2,16     |
| São Cristóvão          | Santo Anastácio, Margarida, São Cristóvão, Piquiri, Paraíso, Loteamento Pinheiros, Primavera, Fazendinha, Jardim Aparecida, Loteamento Paraná, Loteamento Santo Antônio, Vieira, Bazé, Nossa Srª Aparecida, Araguaia, Vila Aparecida, Loteamento São Carlos e Jardim França | 3,66     |
| Pacaembu               | Pacaembu e Nacional | 1,45     |
| Região do Lago         | Caravelle, Itaipu, Itamarati, Champagnat, Lago Dourado, Nova York e Das Nações | 4,90     |
| Maria Luiza            | Maria Luiza | 2,01     |
| Parque São Paulo       | São Paulo | 3,10     |
| Neva                   | Neva, Vila Tolentino | 2,59     |
| Pioneiros Catarinenses | Pioneiros Catarinenses, Ninho-da-Cobra, Santa Mônica, Vila Dione | 2,57     |
| Santo Onofre           | Santo Onofre e Bom Jesus | 1,14     |
| Alto Alegre            | Alto Alegre | 2,17     |
| Coqueiral              | Coqueiral, Aclimação | 1,77     |
| Parque Verde           | Portal do Vale, Parque Verde, Vale do Sol, Conjunto Habitacional Vale do Sol, Jardim Cidade Verde, Conjunto Residencial São Carlos, Conjunto Residencial Palmeiras e Terra Nova Cascavel II, Terra Nova Cascavel III                                                        | 1,31     |
| Recanto Tropical       | Cristal e Recanto Tropical | 2,25     |
| Canadá                 | Canadá | 2,85     |
| Brazmadeira            | Brazmadeira, Melissa, Tocantins I, Tocantins II, Rio Branco, Jardim Paraná, Lumar, Dona Delfina, Garbim e Jardim Caiobá | 2,08     |
| Interlagos             | Tarumã, Abelha e Interlagos | 1,81     |
| Floresta               | Floresta, Clarito, Florais do Paraná, Riviera | 2,84     |
| Brasília               | Alvorada, Esteves, Consolata, São José, Los Angeles, Verdes Campos, Brasília I, Brasília II, Santa Marta, De Napoli, Panorama, Conjunto Residencial Bela Vista I, Santa Mariana I, Santa Mariana II e Santa Mariana III                                                     | 2,51     |
| Periolo                | Caroline, Jardim Belo Horizonte, Indianara, Kennedy, Soares, Colaço, Davi, Santana, Los Álamos, Periolo, Conjunto Habitacional São Francisco e Ipanema | 2,10     |
| Morumbi                | Chácaras Mantovani, Morumbi e Chácara Recreio Lago Azul | 1,48     |
| Cataratas              | Cataratas, Loteamento São Francisco, Recanto Azul, Loteamento Isabel, Wanda, Estrela do Mar, Colméia, Morada do Sol e Núcleo Produtores Industrial II Cataratas | 2,19     |
| Cascavel Velho         | Novo Mundo, Encantado, Roberta, Jaraguá, Europa, Nova Itália, Presidente, Jardim veneza e Parque Residencial Colina Verde | 3,54     |
| Santa Felicidade       | Santa Felicidade, Petrópolis, Itapuã e Jardim Horizonte | 3,81     |
| Universitário          | Universitário, Urussanga, Marília, Dona Josephina, Nélida, São Luiz, Parque Cascavel, Turisparque, Maristela, Santa Catarina, Jaçanã, Imperial, Capanema, Panorâmico, Maria de Lourdes, Universitário,Nova Cidade e Jardim União.                                           | 3,29     |
| XIV De Novembro        | XIV de Novembro, Marisa, Esplanada, Jardim Montreal e Quebec | 2,55     |
| Santos Dumont          | Santos Dumont | 0,99     |
| Santa Cruz             | Jardim Santo Onofre, Jardim Santo Antônio, Jardim FAG, Terra Nova Cascavel, Beldevere Cascavel, Jardim Santa Cruz, Tio Zaca, Paulo Godoy, Florença e Bom Jesus | 4,40     |
| Esmeralda              | Esmeralda e Siena | 2,49     |